# 中部大學 (韓國)
中部大學（：／），是韓國4年制私立大學，建立於1984年2月，是現代化大學，設有忠清南道錦山郡忠清校區及京畿道高陽校區。
目前學校大學部有16個學部、46個專業、12,632名在校生（其中有來自中國、越南等多個國家的650名留學生），另有4個研究生院（碩、博士課程）、44個專業、1,538名在校生。教職人員總931名，其中教員651名、職員150名、助教130名。

## 事蹟
- 2001年被評為韓國成長最快的優秀大學。
- 2002和2003年連續兩年被評為IT學科和遠端教育特性化最優秀的大學。
- 2005年被選為韓國中小企業技術指導大學。
- 2008年被評定為普通高等教育科評估師範系列最優秀學課、創新優秀機關，獲國務總理嘉獎。
- 2009年被韓國勞動部評為2009年大學就業支援功能擴建事業。
- 2014年被選定為特性化大學以及領先產學合作育成大學。
- 2014年被選定為地方大學特性化大學。
- 2015年洪承湧博士就任中部大學校長（前海洋水產部副官）。
- 2015年高陽校區開校(22個專業)。
- 2016年被選定為特性化大學以及優秀大學。
- 2017年被選定為外國人留學生招生管理優秀大學（取得教育國際化力量認證資格）。